# Jay Inslee
Jay Robert Inslee (* 9. února 1951 Seattle, Washington) je americký politik, právník, ekonom a v letech 2013 až 2025 guvernér státu Washington. Je členem Demokratické strany.
V mládí působil jako městský prokurátor. V letech 1989 až 1993 působil jako člen washingtonské Sněmovny reprezentantů. V letech 1993 až 1995 a poté opět od roku 1999 do roku 2012 byl členem Sněmovny reprezentantů, v roce 2012 byl zvolen guvernérem státu Washington, když ve volbách porazil kandidáta Republikánské strany a státního generálního prokurátora Roba McKenna. Funkci guvernéra státu poté obhájil v letech 2016, kdy s rozdílem téměř 10 % hlasů porazil republikánské protikandidáta Billa Bryanta, i v roce 2020, když ve volbách vyhrál nad Republikánem Lorenem Culpem s rozdílem 13 % hlasů. 
V roce 2020 se ucházel o demokratickou prezidentskou nominaci, nakonec však v dubnu 2020 kampaň ukončil a podpořil Joa Bidena.
Od roku 1972 je ženatý, se svou ženou má tři děti.